# Zoitzberg
Der Zoitzberg ist der Hausberg  von Liebschwitz und Taubenpreskeln und ein Ausflugsziel im Süden der Stadt Gera. Mit einer Höhe von 284 m über NN liegt er 84 Meter über der Talsohle der Weißen Elster.

## Lage
Der Berg liegt im Süden der Stadt Gera auf den Fluren der Stadtteile Liebschwitz und Taubenpreskeln. Als Markanter Bergsporn im Abschluss der Hochflächen östlich der Weißen Elster bildet er mit dem gegenüberliegenden Heeresberg eine Talpforte zum Wünschendorfer Becken.

## Wortursprung
Der Name „Zoitzberg“ ist eindeutig slawischen Ursprungs. „Zoitz“ ist sehr wahrscheinlich vom slawischen Wort für Häher „sojacy“ abgeleitet. Eine Deutung „Häherberg“ ist daher naheliegend. 

## Geologie
Der Berg ist eine geologische Grenze zwischen erdgeschichtlich jüngeren Sedimentgesteinen (Trias) im Wünschendorfer Becken und Gesteinen der Erdaltzeit. Er bildet mit dem Schieferberg, Mühlberg und Hayn eine Felsbarriere, die aus Richtung Meilitz kommend gut sichtbar wird. Seine Gesteinsformationen gehören zu einer geologischen Störungslinie. Die Gesteine sind aus der Zeit des Unterkarbon (Kulm): rötlich-braune Grauwacke und dunkler Tonschiefer. An der zum Elstertal gerichteten Westwand ist ein geologischer Aufschluss mit einer U-förmigen Verwerfung sichtbar.

## Bergbau
Die ersten bergbaulichen Versuche am Fuße des Zoitzbergs gab es 1779. An der Stelle des heute noch sichtbaren Steinbruches an der Salzstraße entdeckten Geologen eine vermeintliche Steinkohleader. Ein erster, ca. 160 m tiefer Stollen wurde anlegt. Nach Abbruch dieser ersten Schürfversuche gab es in den Jahren 1789/1790 einen zweiten, durch Bergbau-Fachleute betriebenen Abbau. Dabei stellte man fest, dass es sich um „schlecht brennbare Kohle“, nämlich Antraxolith handelt. Der Bruch wurde aufgelassen. Später wurde mehrfach Baumaterial, zum Haus-, Mauer- und Wegebau von dort abtransportiert.

## Archäologische Ausgrabungen
In den Jahren zwischen 1923 und 1938 kam es im Gebiet von Liebschwitz verstärkt zu frühgeschichtlichen Funden, so entdeckte Bruno Brause 1923 auf dem Nordhang des Zoitzbergrückens einen zeitweiligen menschlichen Wohnplatz aus der Jüngeren Altsteinzeit. An diesem Ort lebten vor ca. 19.000 Jahren in einer sogenannten Freilandstation Menschen. Der Rastplatz diente als Lager und Ausgangspunkt für die Jagd, was zahlreiche Feuersteinfunde belegen. Seit 1923 gibt es dort bis heute weitere archäologische Grabungen. 
Eine zweite Fundstelle befindet sich am Fuße des Berges auf einer Hochterrasse am Eingang des Iltistals. Die dort gefundenen Feuersteine (erste Ausgrabungen beim Hausbau 1936) lassen sich auf eine Zeit von vor 15.000 bis 12.000 Jahren datieren, also am Ende der letzten Eiszeit. Eine dritte bedeutende Fundstätte befindet sich unmittelbar auf dem Gipfel des Berges. Ca. 80 m vom Aussichtspunkt entfernt kann man in Form einer deutlichen Geländeerhebung noch heute Teile einer ehemaligen Ringwallanlage erkennen. Es handelt sich um eine Bronzezeitliche Verteidigungsanlage (1800–700 v. Chr.), die 1930 mit Schürfgrabungen erstmals untersucht wurde.

## Flora
Der Berg ist zum größten Teil mit Eichenwald bestanden. Die Nordflanke wird landwirtschaftlich genutzt. Der Nadelwald auf dem Nordhang musste im Juli 2005 wegen Schädlingsbefall gefällt werden. Der Eichwald wurde in größeren Zeitabständen, insbesondere im 20. Jahrhundert, mehrfach gefällt, so dass die Bäume große knollenartige Stammansätze bilden. Die Rinde der Eichen fand zur Herstellung von Gerblohe in den Lederwerken Verwendung. Im Eichwald wachsen verschiedene Pilzarten und einige typische Pflanzen, wie z. B. die traubige Graslilie.

## Fauna
Am Fuß des Berges kommen Feuersalamander, Ringelnattern und Zauneidechsen vor. Hasen, Kaninchen, Füchse und Rehe gehören zur Fauna des Berges, wie auch Rotmilane und Falken.

## Tourismus

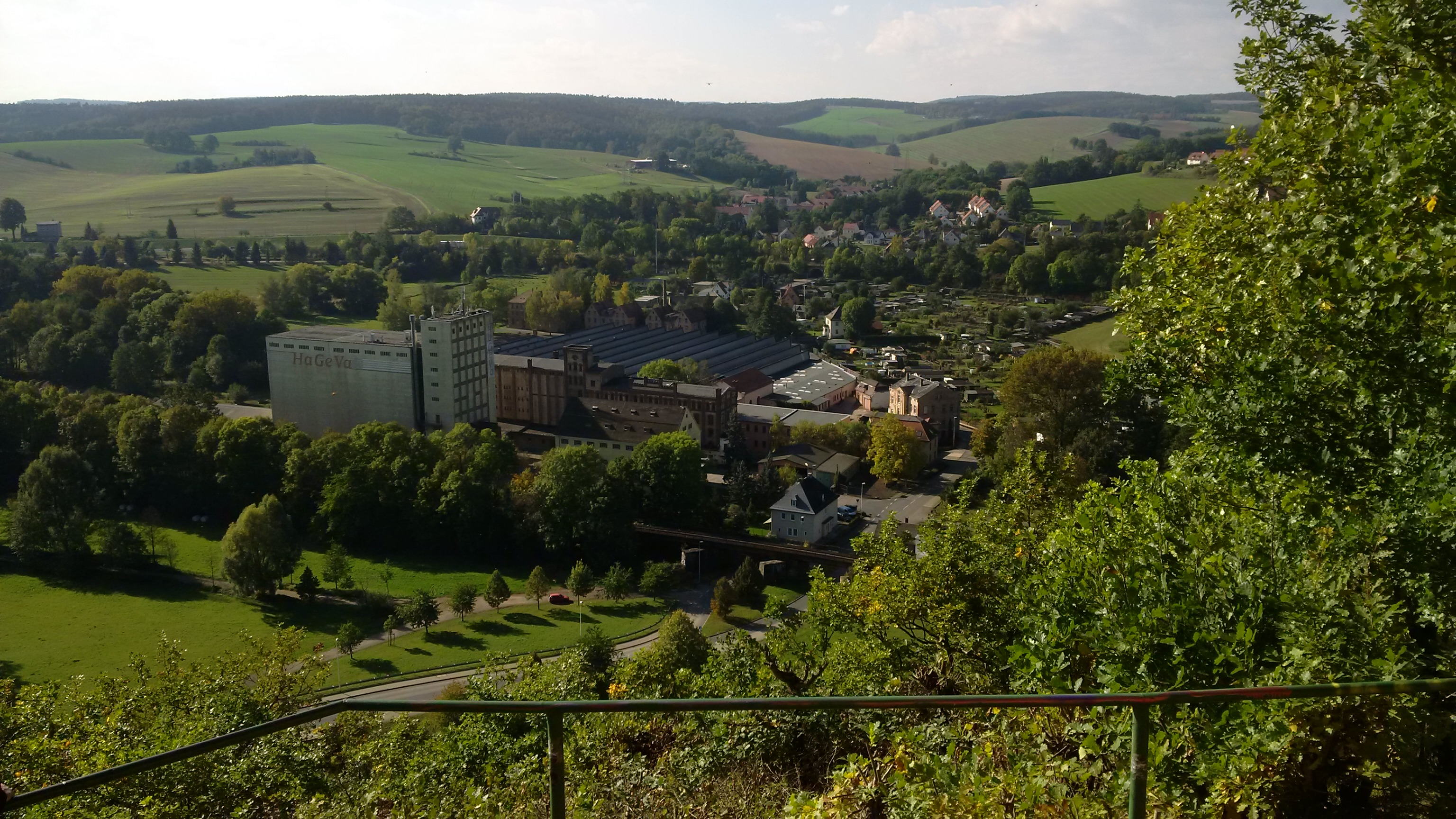
Blick von der Schutzhütte ins Elstertal in Richtung Röppisch

Über den Berg führen verschiedene regionale Wanderwege und der Thüringenwanderweg. Eine erste Schutzhütte wurde im Juli 1955 von Liebschwitzer Jugendlichen errichtet. Nach mehrfacher Beschädigung errichteten Bürger des Stadtteiles im Rahmen der „Mach-Mit-Bewegung“ 1987 eine massive Schutzhütte, die noch heute erhalten ist. Die Vorgängerbauten waren aus Holz. In den 1970er Jahren wurde die Fasshütte am Weg vom Bergsporn nach Alt-Taubenpreskeln erbaut.

## Sagen
Am bekanntesten ist die Sage vom Otternkönig, aber auch die von Robert Eisel gesammelten Sagen vom „Liebschwitzer Ranzenmännlein“ und vom „Pumphut“ sind mit dem Berg und seiner Geschichte verbunden. 
Auf der Nordseite des Zoitzberges wurden im Zweiten Weltkrieg 68 Bomben abgeworfen. Einige der Detonationstrichter sind noch heute sichtbar.